# Vertrag von Montevideo von 1980
Der Vertrag von Montevideo von 1980 zur Gründung der Lateinamerikanischen Integrationsvereinigung wurde am 12. August 1980 in Montevideo, Uruguay unterzeichnet und trat am 18. März 1981 in Kraft. Er erneuerte somit den Vertrag von Montevideo von 1960, den Gründungsvertrag der Lateinamerikanischen Freihandelszone. Der Vertrag enthält ein Rahmenabkommen, nach dem durch bilaterale und subregionale wirtschaftliche Abkommen eine graduelle Integration der Gesamtregion ermöglicht werden soll. Dafür wurden im Vertragstext aber weder Fristen noch bestimmte Mechanismen festgeschrieben. Beispiele für solche subregionalen Abkommen, die nach dem Vertrag zustande gekommen sind, sind Mercosur oder die Gruppe der Drei. Weiterhin wurde im Vertrag eine sogenannte Habilitationsklausel eingefügt, um die Meistbegünstigtenklausel des Allgemeinen Zoll- und Handelsabkommens (GATT) zu umgehen und die regionale Integration zu fördern. Alle beteiligten Staaten waren zum Zeitpunkt der Unterzeichnung bereits Mitglieder der Lateinamerikanischen Freihandelszone, welche sind:
1. Argentinien
2. Bolivien
3. Brasilien
4. Chile
5. Ecuador
6. Kolumbien
7. Mexiko
8. Paraguay
9. Peru
10. Uruguay
11. Venezuela

 Kuba ratifizierte als 12. Mitglied den Vertrag im Jahre 1999. Die Vertragsratifizierung steht allen Ländern Lateinamerikas offen.